# Rio Brilhante (vattendrag)
Rio Brilhante är ett vattendrag i Brasilien.   Det ligger i delstaten Mato Grosso do Sul, i den södra delen av landet, 900 km sydväst om huvudstaden Brasília.
Omgivningarna runt Rio Brilhante är huvudsakligen savann. Runt Rio Brilhante är det mycket glesbefolkat, med 2 invånare per kvadratkilometer.